# Симфонічний оркестр Запорізької обласної філармонії
Симфонічний оркестр Запорізької обласної філармонії — музичний колектив при Запорізькій обласній філармонії .
Створений у 1957 році. В період з 1957 по 1987 рр. з оркестром працювали диригенти: Юрій Луців (1957—1960 рр.), Авет Апкарян (1960—1965 рр.), Фєликс Комлєв (1967—1970 рр.), Володимир Данілов (1970—1971 рр.), Сергій Дудкін (1971—1985 рр.). З 1987 року оркестр очолює народний артист України В'ячеслав Редя. У 1977 році оркестр став дипломантом Всесоюзного конкурсу професійних музичних колективів, а у 1993 році — лауреатом премії ім. І. Паторжинського Українського Фонду культури.
З оркестром виступали провідні диригенти — Натан Рахлін, Лев Гінзбург, Костянтин Сімеонов, та інструменталісти — Еміль Гілельс, Лев Оборін, Леонід Коган, Наталія Гутман та інші.